# من شرفة ابن رشد

غلاف الكتاب

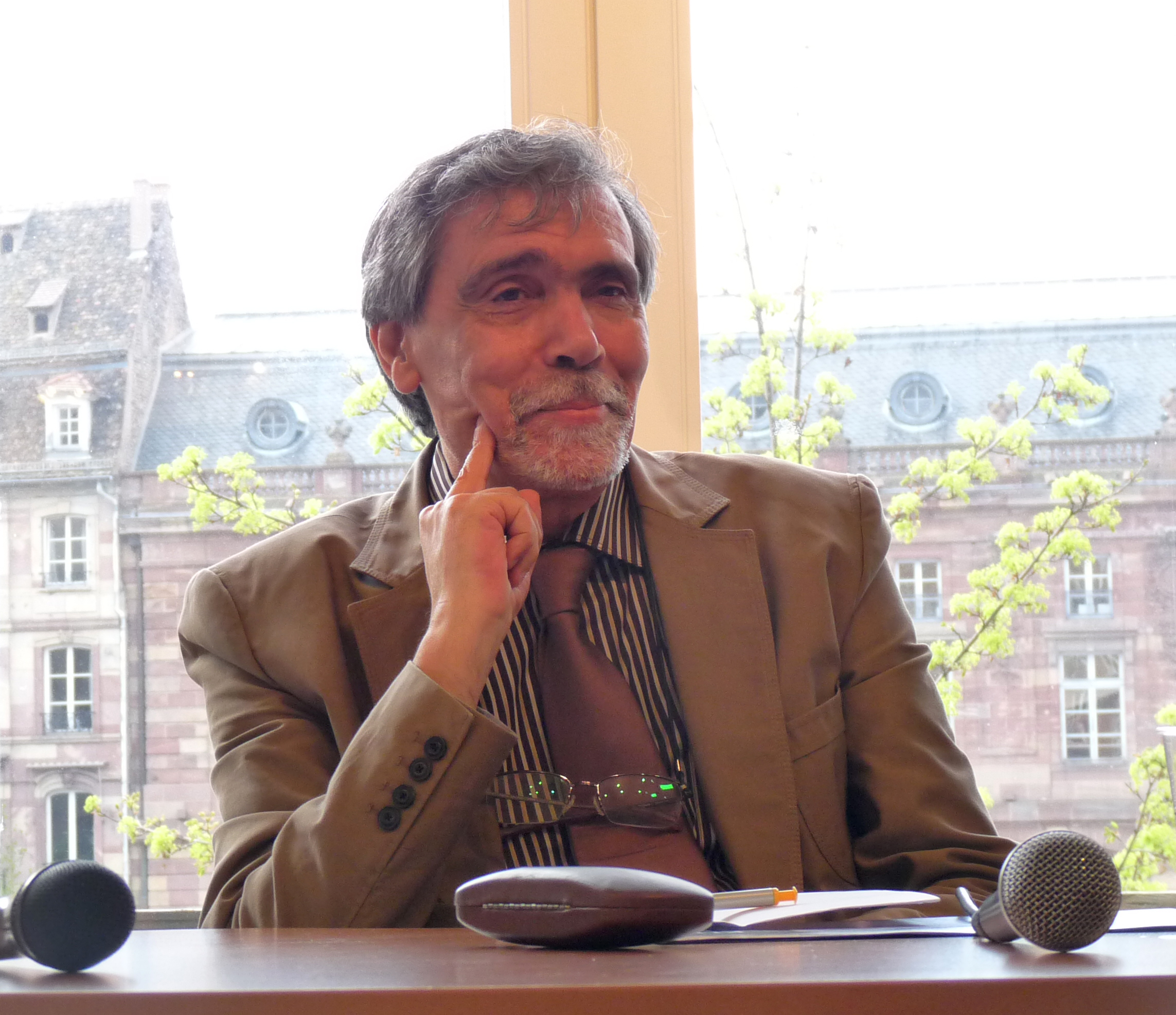
مؤلف الكتاب

شرفة ابن رشد هو مؤلف للكاتب عبد الفتاح كيليطو صدر عن دار توبقال للنشر سنة 2020 للمترجم عبد الكبير الشرقاوي،يقع الكتاب في 76صفحة.عبد الفتاح كيليطو حائز على جائزة الملك فيصل العالمية في اللغة العربية والأدب سسنة 2023، وجائزة الفرنكوفونية الكبرى التي تمنحها الأكاديمية الفرنسية، تكريماً لمسيرته الأدبية والفكرية.

## نبذة
يستعرض الكاتب فيه مجموعة من المقالات التأملية التي تتناول قضايا الحكاية والقراءة والتأويل في سياقات أدبية وفكرية متعددة. يعتمد كيليطو على نصوص تراثية مثل كليلة ودمنة وألف ليلة وليلة، ليبحث من خلالها العلاقة بين القوة والحيلة، ويطرح فكرة أن الحكاية أداة يستخدمها الضعفاء للنجاة والتأثير، في مقابل استغناء الأقوياء عنها. يناقش الكتاب أيضًا مفهوم الترجمة بوصفها فعلًا ثقافيًا يحمل طابع الغزو، مستحضرًا مقولة نيتشه، ومبرزًا كيف أن الكتب الجميلة تتجاوز لغتها الأصلية لتعيش بلغات متعددة. يدمج كيليطو في تحليله شخصيات تاريخية وفكرية مثل ابن رشد، وابن المقفع، وابن أبي محلي، وشكسبير، ليقيم شبكة معرفية تربط بين الحكاية والسلطة والهوية. في فصل "من شرفة ابن رشد"، يستند الكاتب إلى حلم شخصي تجلّت فيه عبارة "لغتنا الأعجمية"، والتي يطرح من خلالها أزمة الانتماء اللغوي والثقافي في المجتمعات العربية. يتميز الكتاب بأسلوبه التأويلي الذي يستخدم الحكاية كوسيلة نقدية، ويكشف طبقات المعنى دون ادعاء امتلاكها، مما يجعل من كل قراءة فيه تجربة مفتوحة على التأمل والشك وإعادة الاكتشاف.

## خلفية الكتاب
يندرج كتاب من شرفة ابن رشد لعبد الفتاح كيليطو ضمن مشروعه الفكري الذي يسعى إلى إعادة قراءة التراث العربي من خلال الحكاية والتأويل، ويعكس اهتمامه العميق بمسألة اللغة والهوية الثقافية. يتألف الكتاب من مجموعة مقالات كتبها كيليطو بالفرنسية، بعضها منشور سابقًا وبعضها غير منشور، وقد ترجمها إلى العربية عبد الكبير الشرقاوي، . يشكّل الكتاب امتدادًا لأعمال سابقة لكيليطو مثل الحكاية والتأويل والعين والإبرة ولسان آدم، ويعتمد فيه على الحكاية والمنام كوسيلتين لفهم النصوص وتفكيكها، مستدعيًا شخصيات مثل ابن رشد، ابن المقفع، وشهرزاد، ومفاهيم مثل الترجمة كغزو ثقافي، والقراءة بوصفها حيلة. العنوان نفسه يستند إلى حلم رآه الكاتب، ظهر فيه ابن رشد من شرفة منزله، مما يفتح بابًا للتأمل في أزمة اللغة العربية، ويجعل من الكتاب تأملًا في فعل القراءة ذاته، وفي كيف يمكن للحكاية أن تكون وسيلة للقول حين تعوز القوة.

## الحلم في المؤلف
في كتاب من شرفة ابن رشد، يستند عبد الفتاح كيليطو إلى حلم شخصي رآه ليبني عليه تأملًا فلسفيًا حول اللغة والهوية، حيث يظهر له ابن رشد من شرفة منزله ويقول عبارة غامضة: "لغتنا الأعجمية"، وهي عبارة لم يجد لها مصدرًا مكتوبًا، لكنه ينسبها لابن رشد بوصفها نبوءة حلمية. هذا الحلم يتحول إلى نقطة انطلاق لفصل كامل يتأمل فيه كيليطو أزمة اللغة العربية، والازدواجية اللغوية التي يعيشها الكاتب العربي، خاصة حين يكتب بلغة أجنبية عن تراثه العربي. ومن خلال هذا الحلم، يحاور كيليطو ذاته، ويستدعي شخصية "ع. ك." التي تمثل كيليطو نفسه، ليخوض معها نقاشًا حول أعماله، وكأن الحلم يصبح وسيلة لفهم الذات وإعادة قراءة النصوص التي كتبها، في تداخل بين الحكاية والمنام والتأويل، يجعل من الحلم أداة معرفية لا تقل أهمية عن القراءة النقدية.

## بورخيس في هاته الرواية
حضر خورخي لويس بورخيس في كتاب عبد الفتاح كيليطو من شرفة ابن رشد بوصفه مرجعًا خفيًا وظاهرًا في آنٍ واحد، إذ استلهم كيليطو من بورخيس أسلوب التأمل القائم على الحكاية والحلم والمفارقة. في هذا الكتاب، يستدعي كيليطو ابن رشد من خلال منامة رأى فيها الفيلسوف الأندلسي يطل عليه من شرفة، تمامًا كما تخيّل بورخيس ابن رشد في قصته الشهيرة بحث ابن رشد، حيث يجلس الفيلسوف في شرفته مطلًا على الحياة اليومية بقرطبة. غير أن كيليطو يتجاوز محاكاة بورخيس، ليحاور ذاته أيضًا في الحلم، مستعيرًا طريقته في تداخل الهويات وتكرار الشخصيات. ومن خلال هذا التماهي مع بورخيس، يتحول كيليطو إلى راوٍ يروي نفسه وهو يروي الآخرين، جامعًا بين الحلم والقراءة والتأويل، في حكاية تنعكس فيها صورة بورخيس كما تنعكس صورة ابن رشد، وكأن الثلاثة ضيوف في لقاء ليلي لا ينتهي، يتبادلون فيه الأسئلة عن الحكاية واللغة والهُوية.

## اقتباسات من الكتاب
"تعمل الحيلة حين تعوز القوة." افتتاحية الكتاب، وفيها يضع كيليطو الحكاية في مواجهة السلطة، بوصفها سلاحًا للضعفاء.
"عنوان أيّ كتاب أشبه بالشّرفة التي تطلّ على النص وتغري بالتعرّف عليه." تشبيه بلاغي يجعل من العنوان مدخلًا تأويليًا، لا مجرد تسمية.
"لغتنا الأعجمية." عبارة حلمية منسوبة لابن رشد، تفتح بابًا للتأمل في أزمة اللغة والهوية الثقافية.
"لا نملك إلا لغة واحدة، ليست لنا." استلهام من جاك دريدا، يعكس التوتر بين امتلاك اللغة والشعور بالغربة داخلها.
"اللغتان، على لسان الجاحظ، مثل الضرّتين، بينهما حرب إبادة، بدون رحمة." تصوير بلاغي للصراع اللغوي، يربط بين اللغة والسلطة والغيرة الثقافية.

"حين نتكلم لغة، أو عن لغة، فنحن نجلحق الضيم بالأخرى، والمؤكد أن هذه الأخيرة لا تنتظر سوى لحظة القتل." اقتباس يعكس الصراع الرمزي بين اللغات، كما يراه كيليطو من خلال التراث والتاريخ 

## النقد والاستقبال
لقي كتاب «من شرفة ابن رشد» لعبد الفتاح كيليطو استقبالاً نقدياً إيجابياً في الأوساط الأكاديمية والثقافية، حيث اعتبره النقاد امتداداً لمشروعه الفكري القائم على إعادة قراءة التراث العربي في ضوء الأسئلة الحديثة حول الهوية واللغة والاختلاف. وأشاد قرّاء وأكاديميون بلغة كيليطو السردية التي تمزج بين السلاسة الأدبية والصرامة التأويلية، مما جعل النص أقرب إلى عمل أدبي فلسفي منه إلى دراسة أكاديمية جافة. ورأى بعض النقاد أن الكتاب يفتح أفقاً جديداً في التفكير النقدي العربي من خلال استدعاء شخصية ابن رشد كرمز للحوار بين العقل والحداثة، في حين عُدّ عند آخرين محاولة لإعادة وصل القارئ العربي بتراثه عبر بوابة الأسئلة المعاصرة. وقد انعكس هذا الاهتمام في مقالات صحفية ومراجعات في منابر ثقافية مثل القدس العربي ورؤيا سعودية ومنصات القراءة العربية، حيث صُنِّف العمل ضمن أكثر كتب كيليطو تأثيراً في بلورة مقاربته للتناص بين التراث والحداثة.